# Rua de Mouzinho da Silveira
A Rua de Mouzinho da Silveira é um arruamento nas freguesias da Sé e São Nicolau da cidade do Porto, em Portugal.

## Origem do nome
O nome da rua é uma homenagem a José Xavier Mouzinho da Silveira, estadista e uma das personalidades maiores da revolução liberal.

## História
A Rua de Mouzinho da Silveira é uma rua com perfil transversal de 19 metros e foi construída no último quartel do século XIX, época da maioria dos seus edifícios. O seu traçado, foi decidido em sessão camarária de 17 de Junho de 1875 para ligação do Largo de São Bento (hoje Praça de Almeida Garrett) à Rua de São João.
Para a construção desta rua, houve que cobrir o rio da Vila com um grande aqueduto. A sua construção exigiu a expropriação de mais de 80 parcelas de habitações que se localizavam na área correspondente ao seu traçado, para além da demolição de alguns edifícios notáveis, como a Capela de São Crispim e a Capela de São Roque. Foi derrubado um dos últimos vestígios da antiga muralha fernandina, localizado próximo do Largo da Porta de Carros, em frente à Igreja dos Congregados restando então apenas uma parte da muralha que servia de parede lateral à cerca do Convento de São Bento da Avé-Maria.
Esta importante artéria do centro da cidade do Porto foi profundamente marcada por um perfil comercial relacionado com a proximidade da Estação de São Bento, tendo historicamente cumprido um papel, hoje ultrapassado, de grande importância para o abastecimento das áreas rurais do Minho e Douro, nomeadamente em sementes, equipamentos para a lavoura, santos, balanças, rolhas, etc.